# Marcus Marius Gratidianus
Marcus Marius Gratidianus est un homme politique romain, torturé et mis à mort en 82 av. J.C., au temps des proscriptions de Sylla. 

## Biographie
Marcus Marius Gratidianus était le neveu par adoption de Marius et un cousin de Cicéron. Il fut tribun de la plèbe en 87 av. J.-C. et préteur en 85 av. J.-C. Comme son oncle, il appartenait à la faction des populares. En 85 av. J.-C., durant sa préture, il prépara, avec ses collègues préteurs et avec les tribuns de la plèbe, une réforme monétaire permettant de garantir une valeur fixe des monnaies ; il s'arrangea pour s'attribuer tout le mérite de la réforme en la publiant sous son seul nom, ce qui lui valut une grande popularité.
Sa mise à mort, après la victoire de Sylla à la Porte Colline, fut selon de nombreux témoignages antiques particulièrement barbare,. Son beau-frère Catilina en fut probablement l'organisateur. Le supplice eut lieu dans le quartier du Janicule, devant la tombe de Q. Lutatius Catulus, que Marius avait contraint au suicide en 87 av. J.-C., et semble avoir eu le caractère d'un sacrifice expiatoire. On lui brisa les jambes, on lui coupa la langue et les mains, on lui arracha les yeux, on le démembra avant de lui couper la tête,.
Catilina apporta sa tête à Sylla, qui l'expédia, en même temps que celles d'autres chefs marianistes, à Préneste pour intimider la cité, tenue par Marius le Jeune.